# عروسک بریتنی اسپیرز
عروسک بریتنی اسپیرز یک عروسک مشهور است که به شباهت خواننده پاپ آمریکایی، بریتنی اسپیرز ساخته شده‌است. نسخه‌های مختلفی از این عروسک منتشر شده‌است. هر عروسک لباس‌هایی دارد که شبیه لباس‌هایی است که اسپیرز در کنسرت‌ها، اکران‌ها و نماهنگ‌ها پوشیده بود. اولین عروسک بریتنی اسپیرز توسط Play Along Toys ساخته شد.

## لیست محصولات

### عروسک‌های بریتنی
... عزیزم یک بار دیگر (۱۹۹۹): این مجموعه از چهار عروسک از نماهنگ‌های اسپیرز در سال ۱۹۹۹ ساخته شده‌است. یکی از عروسک‌های اسپیرز در نماهنگ «عزیزم یک بار دیگر…» و دو عروسک از نماهنگ «دیوانه(ام کردی)» و یک عروسک دیگر از نماهنگ «بعضی وقت‌ها» ساخته شده.
مجموعه عروسک ویدئو اجرا (۲۰۰۰): این مجموعه شامل دو عروسک در لباس‌های مختلف از موسیقی فیلم «زاده شدم برای شادی تو» و به همراه لباس اجرای وی در جایزه موزیک ویدئوی ام‌تی‌وی ۱۹۹۹.
عروسک زنده در کنسرت (۱۹۹۹): این عروسک شامل لباس‌هایی که اسپیرز در حین اجرای روی صحنه در «تور دیوانه (ام کردی)» است و همچنین حاوی لوح فشرده است.
عروسک نمایش برای تو (۲۰۰۰): این عروسک حاوی لباسی است که اسپیرز هنگام اجرا در جایزه گرمی ۲۰۰۰ پوشیده بود و همچنین داری لوح فشرده‌ای است.
عروسک کوچک بریتنی (۲۰۰۰–۱۹۹۹): این مجموعه از ۸ عروسک تشکیل شده‌است. یکی با لباس‌های نماهنگ «اوه!... باز هم دسته‌گل به آب دادم» و یکی از موزیک ویدئوی «عزیزم یک بار دیگر…» و شش لباس که اسپیرز در تور دیوانه (ام کردی) می‌پوشید.
شخصیت خواننده (۲۰۰۰): این مجموعه عروسک‌ها، تولید شده توسط Yaboom Toys است و تمام نسخه آهنگ‌های اسپیرز در اوایل دهه ۲۰۰۰ است
من برده تو هستم (۲۰۱۹): Funko این عروسک را با الهام از اجرای اسپیرز در جایزه موزیک ویدئوی ام‌تی‌وی ۲۰۰۱ ساخته‌است. این عروسک شامل یک مار پایتون است.

### سایر محصولات مرتبط با عروسک بریتنی
صحنه کنسرت (۲۰۰۰): این مرحله از اسباب‌بازی شبیه صحنه‌ای است که Spears در طی تور ۲۰۰۰ ایالات متحده آمریکا اجرا کرد. این مجموعه شامل یک عروسک کوچک بریتنی است و از ۵ آهنگ اجرا شده در طول تور بایت صدا را پخش می‌کند.
بوس کنسرت تور (۲۰۰۰): این بوس اسباب بازی شبیه به اتومبیل مورد استفاده اسپیرز در تور کنسرت ۲۰۰۰ خود است. این بوس آهنگ‌های «اوه!... باز هم دسته‌گل به آب دادم» و «عزیزم یک بار دیگر…» است.
قابل تبدیل (۲۰۰۰): این ماشین اسباب‌بازی در سه رنگ (قرمز، بنفش و فیروزه‌ای) عرضه می‌شود و با یک عروسک کوتاه بریتنی همراه است.